# Elgin Baylor
Elgin Gay Baylor, mais conhecido como Elgin Baylor (Washington, D.C., 16 de setembro de 1934 — Los Angeles, 22 de março de 2021) foi um jogador de basquetebol norte americano que jogou treze temporadas na NBA pelo Minneapolis Lakers (hoje Los Angeles Lakers).

## Estátisticas na carreira
- Pontos - 23149
- Rebotes - 11463
- Assistencias - 3650

## Anos ativos
- Minneapolis Lakers - 1958/1971
- NBA Draft - primeiro round primeira seleção
- Colégio - Universidade de Seattle

## Títulos e conquistas
- NBA All-star game - 1958, 1959, 1960, 1961, 1962, 1963, 1964, 1965, 1966, 1967, 1968 e 1969

O jogador usava a camiseta número 22 e seu número foi retirado para honrar os jogadores de toda a história da franquia da equipe além de outras camisas aposentadas cujos números são 8, 13, 24, 25, 32, 33, 34, 43 e 44 sendo assim o primeira da história.
Em 1977, foi introduzido ao Basketball Hall of Fame.
Logo após selar a sua aposentadoria da NBA aos 33 anos, Elgin Baylor ficou sem saber do basquetebol, até em 1979 o ex-jogador foi oficialmente apresentado como novo treinador do New Orleans Jazz que hoje é conhecido como Utah Jazz. Baylor ficou até 1986 e seu principal título desde aquela época foi um torneio de divisão ganho no ano de 1984 e quando treinou a equipe trabalhou junto com grandes jogadores da história da equipe que hoje são considerados números aposentados como Adrian Dantley e Karl Malone.

## Morte
Baylor morreu em 22 de março de 2021, aos 86 anos de idade, em Los Angeles.

## Estatísticas na NBA

### Temporada regular
| Ano      | Equipe      | PJ  | MPJ  | AP   | LL   | RT   | AS  | PPJ  |
| -------- | ----------- | --- | ---- | ---- | ---- | ---- | --- | ---- |
| 1958–59  | Minneapolis | 70  | 40.8 | .408 | .777 | 15.0 | 4.1 | 24.9 |
| 1959–60  | Minneapolis | 79  | 41.0 | .424 | .732 | 16.4 | 3.5 | 29.6 |
| 1960–61  | LA Lakers   | 73  | 42.9 | .430 | .783 | 19.8 | 5.1 | 34.8 |
| 1961–62  | LA Lakers   | 48  | 44.4 | .428 | .754 | 18.6 | 4.6 | 38.3 |
| 1962–63  | LA Lakers   | 80  | 42.1 | .453 | .837 | 14.3 | 4.8 | 34.0 |
| 1963–64  | LA Lakers   | 78  | 40.6 | .425 | .804 | 12.0 | 4.4 | 25.4 |
| 1964–65  | LA Lakers   | 74  | 41.3 | .401 | .792 | 12.8 | 3.8 | 27.1 |
| 1965–66  | LA Lakers   | 65  | 30.4 | .401 | .739 | 9.6  | 3.4 | 16.6 |
| 1966–67  | LA Lakers   | 70  | 38.7 | .429 | .813 | 12.8 | 3.1 | 26.6 |
| 1967–68  | LA Lakers   | 77  | 39.3 | .443 | .786 | 12.2 | 4.6 | 26.0 |
| 1968–69  | LA Lakers   | 76  | 40.3 | .447 | .743 | 10.6 | 5.4 | 24.8 |
| 1969–70  | LA Lakers   | 54  | 41.0 | .486 | .773 | 10.4 | 5.4 | 24.0 |
| 1970–71  | LA Lakers   | 2   | 28.5 | .421 | .667 | 5.5  | 1.0 | 10.0 |
| 1970–71  | LA Lakers   | 9   | 26.6 | .433 | .815 | 6.3  | 2.0 | 11.8 |
| Carreira | Carreira    | 846 | 40.0 | .431 | .780 | 13.5 | 4.3 | 27.4 |
| All-Star | All-Star    | 11  | 29.2 | .427 | .796 | 9.0  | 3.5 | 19.8 |

### Playoffs
| Ano      | Equipe      | PJ  | MPJ  | AP   | LL   | RT   | AS  | PPJ  |
| -------- | ----------- | --- | ---- | ---- | ---- | ---- | --- | ---- |
| 1959     | Minneapolis | 13  | 42.8 | .403 | .770 | 12.0 | 3.3 | 25.5 |
| 1960     | Minneapolis | 9   | 45.3 | .474 | .840 | 14.1 | 3.4 | 33.4 |
| 1961     | LA Lakers   | 12  | 45.0 | .470 | .824 | 15.3 | 4.6 | 38.1 |
| 1962     | LA Lakers   | 13  | 43.9 | .438 | .774 | 17.7 | 3.6 | 38.6 |
| 1963     | LA Lakers   | 13  | 43.2 | .442 | .825 | 13.6 | 4.5 | 32.6 |
| 1964     | LA Lakers   | 5   | 44.2 | .378 | .775 | 11.6 | 5.6 | 24.2 |
| 1965     | LA Lakers   | 1   | 5.0  | .000 | –    | 0.0  | 1.0 | 0.0  |
| 1966     | LA Lakers   | 14  | 41.9 | .442 | .810 | 14.1 | 3.7 | 26.8 |
| 1967     | LA Lakers   | 3   | 40.3 | .368 | .750 | 13.0 | 3.0 | 23.7 |
| 1968     | LA Lakers   | 15  | 42.2 | .468 | .679 | 14.5 | 4.0 | 28.5 |
| 1969     | LA Lakers   | 18  | 35.6 | .385 | .630 | 9.2  | 4.1 | 15.4 |
| 1970     | LA Lakers   | 18  | 37.1 | .466 | .741 | 9.6  | 4.6 | 18.7 |
| Carreira | Carreira    | 134 | 41.1 | .439 | .769 | 12.9 | 4.0 | 27.0 |

### Como treinador
| Time        | Ano      | J   | V  | D   | %    | Colocação        | PJ | PV | PD | % | Resultado                           |
| ----------- | -------- | --- | -- | --- | ---- | ---------------- | -- | -- | -- | - | ----------------------------------- |
| New Orleans | 1974-75  | 1   | 0  | 1   | .000 | Interino         | —  | —  | —  | — | Não classificou-se para os playoffs |
| New Orleans | 1976-77  | 56  | 21 | 35  | .375 | 5º na D. Central | —  | —  | —  | — | Não classificou-se para os playoffs |
| New Orleans | 1977-78  | 82  | 39 | 43  | .476 | 5º na D. Central | —  | —  | —  | — | Não classificou-se para os playoffs |
| New Orleans | 1978-79  | 82  | 26 | 56  | .317 | 5º na D. Central | —  | —  | —  | — | Não classificou-se para os playoffs |
| Carreira    | Carreira | 221 | 86 | 135 | .389 |                  | —  | —  | —  | — |                                     |

## Prêmio e homenagens

### Como jogador
- Membro do Naismith Basketball Hall of Fame: 1977
- National Basketball Association:
- Campeão da NBA: 1972
  - NBA Rookie of the Year: 1959
  - NBA All-Star Game MVP: 1959;
  - 11x NBA All-Star: 1959, 1960, 1961, 1962, 1963, 1964, 1965, 1967, 1968, 1969, 1970
  - 10x All-NBA Team:
    - primeiro time: 1959, 1960, 1961, 1962, 1963, 1964, 1965, 1967, 1968, 1969

  - Um dos 50 grandes jogadores da história da NBA
  - Número 22 aposentado pelos Seattle Redhawks e Los Angeles Lakers
  - Tem uma estátua sua no Staples Center, casa dos Los Angeles Lakers

### Como executivo
- NBA Executive of the Year Award: 2006;